# Anisomysis bipartoculata
Anisomysis bipartoculata är en kräftdjursart som beskrevs av Ii 1964. Anisomysis bipartoculata ingår i släktet Anisomysis och familjen Mysidae. Inga underarter finns listade i Catalogue of Life.